# ジョン・ファーンズ・ニコル
ジョン・ファーンズ・ニコル（英語: Sir John Fearns Nicoll, KCMG、1899年4月26日 – 1981年1月12日）は、イギリスの植民地総督。1949年から1952年にかけて香港の輔政司、1952年から1955年にかけてシンガポール総督を務めた。
中国語では、列誥、尼誥、尼高などと表記される。

## 生い立ちと植民地行政
ニコルは、1899年に生まれ、カーライル・グラマースクール（Carlisle Grammar School、後のトリニティ・スクール (カーライル)）からオックスフォード大学ペンブルック・カレッジに進んで、1921年に植民地官僚の道に進み、イギリス保護領北ボルネオに赴いた。
ニコルは1937年にイギリス王室領植民地だったトリニダード・トバゴの植民地副長官 (Deputy Colonial Secretary) となり、1944年から1949年にかけてはイギリス植民地であったフィジーの植民地長官となった。その在職中には、総督の代行を1944年と1947年の2回にわたって務めた。次いで1949年には、香港輔政司に任じられた。
ニコルは、1952年にシンガポール総督となり、1954年の国民服務法暴動の際にも当地に居合わせたが、その翌年には総督を退任した。在任中にはシンガポールの漸進的な自治拡大を進め、1955年にはリンデル委員会の自治拡大の勧告を通過させた。
ニコルは植民地行政の仕事から引退し、イギリスへ帰国した。
ニコルは、聖マイケル・聖ジョージ勲章を授与されナイトとなった。彼は、イギリスのパットニー・ヒースにあったシオ・ハウス病院で死去した。

## 私生活
ニコルと妻アイリーンとの間には、ひとり息子のアンソニー・ニコル (Anthony Nicoll) がいた。

## 残されたもの
シンガポールのニコル・ハイウェイ（尼誥大道）は、ニコルに因んで命名されたものである。ロンドンのナショナル・ポートレート・ギャラリーにはエリオット&フライによるニコルの肖像写真が掲げられている。 